# Погребняк Наталія Володимирівна
Ната́лія Володи́мирівна Погребня́к (нар. 1964, с. Бабчинці, Вінницька область) — українська письменниця, членкиня НСПУ (2023).

## Біографія
Народилася 31 жовтня 1964 року в с. Бабчинці Могилів-Подільського району Вінницької області. До 1979 р. навчалася в Бабчинецькій загальноосвітній середній школі. Закінчила Тульчинську школу-інтернат для дітей-сиріт та дітей, які позбавлені піклування батьків (1980), Тульчинське училище культури (1983), Вінницький педагогічний інститут ім. М. Островського (1989).

Працює вчителькою зарубіжної літератури КЗ "Тульчинський ліцей з посиленою військово-фізичною підготовкою повітряних сил" Вінницької обласної Ради. Вчитель-методист.

Мати двох доньок.

## Літературна діяльність
Поетеса.

Заступник голови Тульчинського районного літературно-мистецького об'єднання «Оберіг», учасниця обласного — ім. В. Стуса. Згідно з п. 6.15 д Статуту НСПУ рішенням Секретаріату організації від 26 жовтня 2023 р. прийнята до спілчанських лав.

У доробку книги лірики та збірки віршів для дітей:
- «Не шукайте папороті квіти…»: поезії. — Вінниця: Державне обласне видавництво «Вінниця», 2001. — 72 с. — ISBN 966-527-079-6;
- «Прочитай і розмалюй»: вірші та загадки для дітей. — Вінниця: Державне обласне видавництво «Вінниця», 2008. — 36 с. — ISBN 966-527-184-9;
- «Відлуння тиші»: поезії — Вінниця: Книга-Вега, 2012. — 144 с. — ISBN 978-966-621-507-2;
- «Грибний дощик»: вірші та загадки для дітей. — Вінниця: ТОВ «Консоль», 2012. — 30 с. — ISBN 978-617-583-063-5;
- «Тульчину — 400 років»: літературно-художнє видання. — Вінниця: ТОВ «Консоль», 2008. — 24 с.;
- «Дзвіночки»: вірші та загадки для дітей. — Вінниця: ТОВ «Консоль», 2014. — 48 с. — ISBN 978-617-583-110-6;
- «Веселковий світ»: вірші для дітей. — Вінниця, ТОВ «Консоль», 2012. — 36 с. — ISBN 978-617-583-065-9;
- «Вітражі сьогодення»: поезії. — Вінниця: ТОВ «Нілан-ЛТД», 2015. — 124 с. — ISBN 978-966-924-129-0;
- «На вас зачекались»: поезії. — Вінниця: ТОВ «Твори», 2019. — 40 с. — ISBN 978-617-7742-40-0;
- «Чарівна скриня»: вірші для дітей. — Житомир: ТОВ «505», 2019. — 40 с. — ISBN 978-966-97781-2-3;
- «МИ ТІ»: поезії. — Вінниця: ТОВ «Твори», 2022. — 204 с. — ISBN 978-617-552-137-3;
- «Межа»: поезії. — Вінниця: ТОВ «Твори», 2023. — 188 с. — ISBN 978-617-552-388-9;
- «Шаман» миру»: нарис про Героя України Євгена Шаматалюка. — Житомир: Видавець О.О. Євенок, 2024. — 140 с. — ISBN 978-966-995-301-8;
- «Кохання солод як причастя»: лірика. — Вінниця: «Нілан-ЛТД», 2024. — 108 с. — ISBN 978-617-558-134-6;
- «Веселий день»: пісенник (пісні, розвивальні ігри для дошкільнят та дітей молодшого шкільного віку). — Житомир: Бук-Друк, 2025. — 60 с. — ISMN 979-0-9007-8-2;
- «Мелодії землі»: пісенник (пісні для дітей молодшого та середнього шкільного віку). — Житомир: Бук-Друк, 2025. — 52 с. — ISMN 979-0-9007197-9-9.

Друкується у періодиці, зокрема журналах і газетах «Вінницький край», «Вінницька газета», «Тульчинський край», колективних альманах та збірниках «17 вересня» (2002), «Подільська пектораль» (2002), «З любов'ю в серці» (2003), «Сторожові вогні над Божою рікою» (2007), «Ми в дорогу вийшли на світанні» (2009), «Весняні промінці» (2010), «Оберіг» (2013), «Величайся, родинонько, у піснях» (2013), «Голоси тривожної епохи» (2015), «Склянка часу» (2015), «Україна в огні» (2015), «Дух землі» (2015), «Мати» (2015), «Антологія сучасної української літератури» (2015), «Підкова для носорога» (2016), «Барви» (2016), «Русалка Дністровая» (2017), «У горнилі часу» (2020), «Нескорена Україна» (2023), «СНІП» (2023) та ін.

Авторські сценарії друкувалися в журналах видавництва «Шкільний світ» та ВГ «Основа» на сторінках всеукраїнських журналів для дітей: «Малятко», «Крилаті», «Чарівний ліхтарик». Її поезії увійшли до підручника «Культура добросусідства» (5 клас) М. Араджионі. В авторському виконанні вірші звучали на хвилях державного обласного та районного радіомовлення.

Понад 200 текстів стали піснями, музику до яких написали композитори О. Янушкевич, С. Городинський, В. Гуменчук, І. Юрковський, О. Коляда, М. Ведмедеря, Н. Галабурда, В. Домшинський, О. Стахурський, Л. Богачук, Є. Сіренко, М. Фрейзер, А. Смачелюк, Ю. Шелепа, В. Петричко, А. Тихонов, О. Піддубна та ін.
|                            | Наталія Погребняк чудовий стиліст, вона в досить обширній своїй оповіді вміло уникає одноманітності поетичної мови, це як перемикання регістрів. <…> Отож, маємо книгу-реквієм, книгу-засторогу, книгу-щоденник подвигу. |
| — Михайло Каменюк, 2023 р. | |

|                              | Якщо намагатися сказати про творчість Наталії Погребняк двома словами, то її впевнено можна назвати: написана серцем. А ще їй властива «патологічна відвертість», хоч я не певна, що таке визначення взагалі існує. Щирість, яка наскрізно пронизує поезію цієї авторки, іноді пробирає аж «до мурашок». Будь то інтимна лірика, пейзажна, чи громадсько-патріотична – вона щира. Її не можна розуміти двояко, в ній немає фальші, немає притягнутих «за вуха» визначень. За нею легко можна розгледіти портрет авторки: рішучої і водночас тонко-вразливої. В ній вирує буря емоцій, які вона прагне донести читачам. |
| — Олена Герасименко, 2023 р. | |

|                            | З початком широкомасштабної рашистської агресії, коли дехто з літераторів лякливо замовк і вже приміряв косоворотки замість вишиванок, голос Наталії Погребняк зазвучав життєствердним набатом. Україно, прокидайся! Сльози матерів за загиблими синами, зруйнованими оселями, втраченим мирним ладом відливаються у поетеси у виразне слово, що наближає нашу Перемогу, утверджує рідну Україну у сяєві Правди – жити вільним людям на своїй землі! |
| — Андрій Стебелєв, 2023 р. | |

|                               | Вірші Наталії Погребняк підкупляють щирістю, оптимізмом, уболіванням за Україну, за долі старшого й молодшого поколінь, мир і злагоду в суспільстві. Пише вона і щемливі, трепетні вірші про кохання, які відлунюють ліричністю її душі. Поетеса розуміє, що, як не буває веселки без грому, так і кохання – без болю і страждань. Вона відчуває, яке швидкоплинне життя, і вчиться цінувати кожну його мить. Отже, ця книга – це сповідь мудрої осінньої жінки, якій є що сказати людям і світові. |
| — Валентина Сторожук, 2016 р. | |

## Відзнаки
- Почесна грамота Міністерства освіти і науки України (2001);
- Літературно-мистецька премія «Кришталева вишня» (2002) за «За вагомий внесок у розвиток пісенної творчості Поділля»;[6]
- Почесна грамота Верховної Ради України (2021) «За заслуги перед Українським народом».